# イオンモール東久留米
イオンモール東久留米（イオンモールひがしくるめ）は、東京都東久留米市南沢五丁目に所在するショッピングセンターである。イオンモール株式会社が運営し、イオン東久留米店を核店舗とする。2013年4月18日に開業（プレオープン）、4月23日に全館グランドオープンした。

## 概要
鉄骨造地上4階建ての本館と駐車場棟から構成される。敷地面積約54,000平方メートル、店舗面積39,900平方メートル（イオン直営18,400平方メートル、専門店14,500平方メートル）、総床面積は約79,000平方メートル。施工は鹿島建設である。
敷地には公園として「むさしの GreenPark（南沢第11緑地）」、南沢第12緑地となど5,200平方メートルの緑地を設置する。南沢第11・第12緑地はイオンリテールによって管理され、東久留米市の公園の一つとして開放している。開店前の2013年3月31日には植樹祭を行い、約2万本の苗を植えた。また、周囲は約1kmのウォーキングコースとなっており、これはイオンとしては初の試みである。

### 開店までの経緯
かつてこの敷地は第一勧業銀行ひばりヶ丘グラウンドであった。さらに周辺には三和銀行や熊谷組のグラウンド、熊谷組野球部の寮、古河機械金属の社宅とグラウンドなど、伝統ある企業の福利厚生施設が多く集中していた。しかしそれらの土地はいずれも転売された後に再開発され、住宅やマンションが建設されている。イオンの開業前までは、現在の「イオンモール東久留米」停留所は「古河団地」の名前を残し、「イオンモール東久留米南」停留所は「グランド前」と称していた。当地を走る西武バスの路線名「古河団地線」にその名残が見られる（#交通アクセスを参照）。
それらの中で最後に残った旧第一勧銀グラウンドであったが、土地を所有していた中央不動産株式会社（第一勧銀グループ、現：中央日本土地建物）が、この地にイオンを誘致して大型ショッピングセンターを開業するという計画が2004年頃に持ち上がった。東久留米市としては、当時の市長である野崎重弥が3億円の市税収入を見込んで積極的な誘致姿勢を示した。
2004年当時は都市計画道路が未完成で所沢街道以外の主要道路もなく、また敷地北側の五小通りは歩道もなく、バスと乗用車のすれ違いもしにくい箇所も多かったため、周辺道路の渋滞や騒音など住環境の悪化、地元商店街への影響を懸念して反対する住民も少なくなかった。東久留米市がまとめた「南沢五丁目地区地区計画」に対しては、反対派市民からの反対意見が多数寄せられ、市議会では日本共産党や社会民主党が反対し、商工会会長なども反対に回った。このため市民の間でも賛否が分かれることとなった。
野崎重弥の市長任期満了に伴い、2009年に実施された市長選挙では、ともに前市議でイオン誘致賛成派の並木克巳と見直し派の馬場一彦が出馬し、約1000票の僅差で馬場が当選（投票率41.2%、馬場：19,716票　並木：18,752票）。
馬場は市長就任後、イオン誘致について見直しの検討をしたものの、既に計画が進んでいることから出店中止は時間的・経済的損失が大きいこと、イオンから訴訟を起こされた場合に敗訴する可能性がある（市長宛にイオン側から計画を白紙にするなら損害賠償請求も辞さないという内容証明郵便が送られたとも伝えられた）などとして計画反対は撤回し、地域貢献施設の設置などを条件に建設容認に転じた。
しかしこれは公約を撤回したことになり、市議会の賛成派と反対派の双方から激しい反発を受け、市議会も馬場市長に民意を問い直すべきだという決議を下すに至った 。さらに2012年の市議会においては馬場への辞職勧告決議が5度も可決され、また予算案が3度にわたり否決され市長の専決処分としたものの、これも議会の承認を得られないなど市政に混乱を来たす結果となった。
建設中の2013年2月25日には出火事故が起きたものの、同年4月には予定通りオープンに至った。2004年頃に計画が持ち上がってから10年近くの歳月を経ての開業であった。開業日には記念式典が行われ、反対してきた馬場市長や商工会会長も出席してテープカットが行われた。なお、同年12月に行われた市長選挙には、馬場は「市政の停滞を避けるため苦渋の決断」として不出馬を表明。前回の選挙戦を争ったイオン誘致賛成派の並木克巳が当選した。

## 店舗

### イオン東久留米店
本館西側の1階から3階を充てている。
- 1階：食品のフロア
  - 食料品・日用雑貨・ガーデニング・ギフト・ベーカリー
- 2階：暮らしの品とヘルス＆ビューティのフロア
  - 家電・家具・インテリア・家庭用品・化粧品・くすり（イオン薬局）
- 3階：ファッションとキッズのフロア
  - 服飾・子ども・ベビー用品・雑貨・おもちゃ・プレイルーム・催事・モーブ（トラベルコーナー）

### モール棟
本館東側の1階から3階を充てている。全部で124店舗。診療所や認証保育所なども設置されている。

## 交通アクセス
イオンモール東久留米では、周辺道路の渋滞を防ぐため公共交通機関での来店を推奨している。特に16時から18時頃は帰りの自家用車が集中し、雨など悪天候の日はさらに混雑する。そのためこの時間帯を避けて出庫するよう公式ウェブサイトで呼びかけている。

### バス
ひばりヶ丘駅、田無駅、武蔵境駅から従来から一般路線バスが運行されている。さらにイオンモール開業に合わせ、東久留米駅、滝山団地・久留米西団地とイオンモール東久留米を結ぶシャトルバスが運行開始された（滝山・久留米西団地方面は後に運行終了）。いずれも西武バス滝山営業所による運行。
東久留米市ではコミュニティバスを運行していないため、実質的にイオンが経費を負担する形で運賃100円均一の市内循環バスが実現したことになる。特に東久留米循環ルートはイオンモール東久留米を起終点に、福祉施設・図書館・市役所・東久留米駅を結ぶ循環運行というコミュニティバス色の濃い路線設定である。イオンモール東久留米をまたぐ乗り越しはできない。なお、東久留米市はデマンド型交通「くるぶー」を2020年3月16日より運行開始したが、利用は事前登録した市民（高齢者・妊婦・0〜3才児とその同乗者）に限られる。
路線バス
- ひばりヶ丘駅南口から
  - 境07系統　武蔵境駅北口行き（日中は運行なし）
  - 田44系統　田無駅北口行き
  - 番号なし　文華女子高行き
  - ひばり81・82系統　滝山営業所行き（本数少）

いずれも「イオンモール東久留米」停留所下車。
シャトルバス
- 東久留米循環ルート（循環運行）
  - イオンモール東久留米 - 南沢四丁目 - さいわい福祉センター - 中央図書館 - 東久留米市役所 - 東久留米駅西口 - 東久留米市役所 - 南沢四丁目 - イオンモール東久留米
- 滝山団地ルート（往復運行）※2022年3月31日をもって廃止[18]。
  - イオンモール東久留米 - 前沢住宅 - 団地センター - 滝山団地 - ( 滝山営業所 ) - 久留米西団地

### 駐車場と周辺道路
本館の4階・屋上と本館前の地上、駐車場棟に合計1,660台収容の駐車場を設置している。駐車場については出入庫による渋滞を防ぐため、当初の計画より拡張されたという経緯がある。本館と駐車場棟の間は道路をまたぐ連絡橋で結ばれ、店舗2階の歩行者通路および屋上の車路で連絡している。また、駐輪場は1,300台分用意されている。
計画時には道路状況の悪さを理由に反対意見もあったため、イオンモール東久留米の建設に合わせて周辺道路が整備された。本館と駐車場棟の間には都市計画道路である東久留米市道110号が通る。市道110号は南側で都道5号支線に接続し、南下すると久米川街道（西東京市道・東久留米市道）に接続する。また途中から都道4号バイパス（新所沢街道）と接続する。市道110号は五小通りで突き当たりとなるが、向かいに建つ日本興亜損害保険ひばりが丘センターの敷地を貫いて以北への建設計画もある。
本館・駐車場棟の北側〜西側には、五小通り（バス通り）が通る。五小通りのひばりヶ丘側交差点より東側は拡張前の狭い道のままである。また、南側には所沢街道が通る。南側の道路は住宅地に面しており道路も狭いため、買物客のマイカーが乗り入れないように看板等を立てている。